# توم هيكس (لاعب كرة قدم أمريكية)
توم هيكس (بالإنجليزية: Tom Hicks)‏ هو لاعب كرة قدم أمريكية أمريكي، ولد في 18 ديسمبر 1952 في شيكاغو في الولايات المتحدة.

## وصلات خارجية
- توم هيكس على موقع مرجع كرة القدم المحترفة.كوم (الإنجليزية)